# Leptochilus lemniscatus
Leptochilus lemniscatus är en stekelart som beskrevs av Parker 1966. Leptochilus lemniscatus ingår i släktet Leptochilus och familjen Eumenidae. Inga underarter finns listade i Catalogue of Life.